# Montreuil-Juigné
Montreuil-Juigné è un comune francese di 7 074 abitanti situato nel dipartimento del Maine e Loira nella regione dei Paesi della Loira.

## Società

### Evoluzione demografica
Abitanti censiti

## Amministrazione

### Gemellaggi
- Kamen, Germania, dal 1968